# Thekla von Gähler
Thekla von Gähler, ook wel Thecla von Gähler en Thecla Gahler, (Kopenhagen, 19 oktober 1845-1937) was een Deens componiste.
Thekla von Gähler werd geboren binnen het gezin van schrijver/vertaler Christoph Adolph Hermann von Gähler en Louise Emilie Scheuermann. Ze was enige tijd verloofd met de rijke adellijke zakenman en grondbezitter "Rolf Viggo Neergaard til Fuglsang og Prierskov" (1837-1915). Hij koos echter voor de dertig jaar jongere kleindochter van Johan Peter Emilius Hartmann en dochter van Emil Hartmann: Bodil (1867-1959).
Composities:
- Fire Sange
  - nr.4: Warum sind denn die Rosen so Blaß (tekst: Heinrich Heine)
- Fyrrens Klage (voor dameskoor)
- Tonerne tale (voor dameskoor)
- Der Schäfer (voor dameskoor)
- Foraarssang (Edition Wilhelm Hansen, 1895)
- Fiskerjenten